# Automotrice ARST AdeS
Le automotrici ARST AdeS  sono dei complessi bloccati a 2 casse, a scartamento ridotto e motore diesel realizzati da Stadler per le linee ferroviarie secondarie della Sardegna. Prodotti tra il 2014 e il 2017, dal 2016 sono impiegate dall'ARST per il suo servizio ferroviario sulle linee Macomer - Nuoro, Sassari - Alghero e Sassari - Sorso.

## Caratteristiche tecniche
Le AdeS sono rotabili bidirezionali, dotati di due cabine con relativi banchi comandi alle sue estremità. A differenza dei precedenti rotabili che hanno percorso le linee a scartamento ridotto sarde in cui è stata adottata la soluzione del respingente unico centrale, questi convogli sono contraddistinti da due respingenti posti lateralmente. Inoltre è possibile creare composizioni multiple tra unità di questa serie di AdeS fino ad un massimo di 3 unità.
Sono state realizzate con il piano ribassato che consente anche ai passeggeri con mobilità ridotta e agli anziani di poter salire più agevolmente a bordo. All'interno è presente un sistema di informazione ai passeggeri visivo e acustico e un sistema di videosorveglianza per la sicurezza dei viaggiatori.
Dal punto di vista del rodiggio le automotrici seguono lo schema Bo’ 2’ + 2‘ Bo’, e sono spinte da due motori Diesel CUMMINS a 6 cilindri da 395 kW cadauno, che portano la potenza di ogni singolo rotabile a 790 kW. La trasmissione è di tipo elettrico: a ognuno dei due propulsori termici è collegata una generatrice elettrica asincrona, raffreddata a liquido, che produce la corrente che viene poi inviata ai propulsori elettrici dei carrelli. Dal punto di vista prestazionale la velocità massima omologata per queste unità è di 120 km/h. 
Il controllo del veicolo avviene con tecnologia CAN-Bus ed è conforme alle recenti normative antincendio.

## Acquisizione e servizio

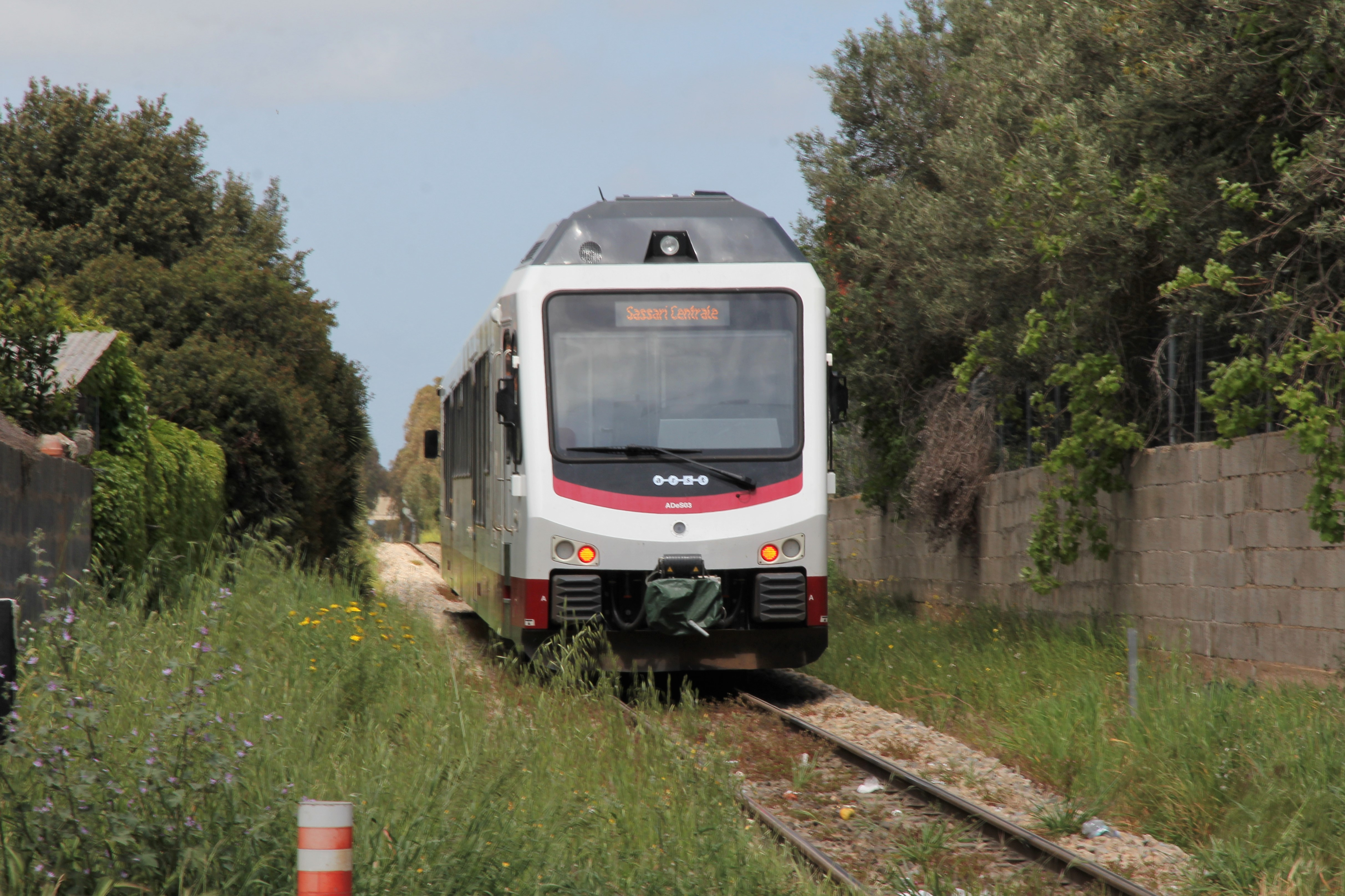
Automotrice AdeS nei pressi della stazione di Olmedo

Le automotrici sono state acquisite a seguito di una procedura indetta dalla Regione Sardegna nel 2014, con l'intento di svecchiare la flotta di treni circolanti nelle linee ferroviarie sarde. La procedura prevedeva l'acquisto di 4 convogli (numero di serie 001÷004) consegnati a partire dalla fine del 2015 e destinati alle linee del sassarese. Successivamente la Regione Sardegna ha firmato una seconda opzione di fornitura di 5 convogli , di cui i primi 3 consegnati alla metà del 2017 per la linea Macomer-Nuoro (numero di serie 005÷007) e i restanti (numero di serie 008÷009) a Sassari. Dopo le procedure di collaudo e pre-esercizio i convogli hanno iniziato a circolare nelle linee sarde (dal 29 giugno del 2016 nelle reti del sassarese e dall'11 dicembre del 2017 nella ferrovia Macomer-Nuoro).